# Saint-Symphorien (Lozère)
Pour les articles homonymes, voir Saint-Symphorien.
Saint-Symphorien est une ancienne commune française, située dans le département de la Lozère en région Occitanie.
Ses habitants sont appelés les Saint-Symphorians.

## Géographie

### Localisation
Saint-Symphorien se situe dans le nord-est du département en limite avec la Haute-Loire à une altitude de 1 213 m.

### Communes limitrophes
| Thoras (Haute-Loire) |                  | Chambon-le-Château (Bel-Air-Val-d'Ance) |
|                      | Saint-Symphorien | Saint-Christophe-d'Allier (Haute-Loire) |
| Saint-Paul-le-Froid  | Grandrieu        | Saint Bonnet-Laval                      |

### Hydrographie
Les rivières Ance du Sud et Grandrieu arrosent la commune.

## Toponymie
Le nom de Saint-Symphorien, évocateur de Symphorien, martyr d'Autun au IIe siècle, fut donné au village par des moines de La Chaise-Dieu, fondateurs de la paroisse et propriétaires de vastes domaines de la région.

## Histoire
Au cours de la Révolution française, en 1793, la commune fut renommée Grand-Air ou Bel-Air.
En 1835, une partie du territoire communal est cédée pour la création de la commune de Chambon qui deviendra en 1896 Chambon-le-Château, ce qui représente une perte de population de 415 habitants.
Le 1er janvier 2019, elle fusionne avec Chambon-le-Château pour constituer la commune nouvelle de Bel-Air-Val-d'Ance.

## Politique et administration
| Période      | Période  | Identité      | Étiquette | Qualité |
| ------------ | -------- | ------------- | --------- | ------- |
| janvier 2019 | En cours | Bernard Bacon |           |         |

## Population et société

### Démographie
L'évolution du nombre d'habitants est connue à travers les recensements de la population effectués dans la commune depuis 1793. Pour les communes de moins de 10 000 habitants, une enquête de recensement portant sur toute la population est réalisée tous les cinq ans, les populations de référence des années intermédiaires étant quant à elles estimées par interpolation ou extrapolation. Pour la commune, le premier recensement exhaustif entrant dans le cadre du nouveau dispositif a été réalisé en 2004.

En 2016, la commune comptait 226 habitants, en évolution de −9,24 % par rapport à 2010 (Lozère : +0,11 %, France hors Mayotte : +2,11 %).
| 1793  | 1800  | 1806  | 1821  | 1831  | 1836 | 1841  | 1846  | 1851  |
| ----- | ----- | ----- | ----- | ----- | ---- | ----- | ----- | ----- |
| 1 310 | 1 535 | 1 248 | 1 123 | 1 396 | 981  | 1 091 | 1 200 | 1 921 |

| 1856  | 1861  | 1866  | 1872  | 1876  | 1881  | 1886  | 1891  | 1896  |
| ----- | ----- | ----- | ----- | ----- | ----- | ----- | ----- | ----- |
| 1 140 | 1 139 | 1 110 | 1 016 | 1 079 | 1 255 | 1 175 | 1 171 | 1 209 |

| 1901  | 1906  | 1911  | 1921  | 1926 | 1931 | 1936 | 1946 | 1954 |
| ----- | ----- | ----- | ----- | ---- | ---- | ---- | ---- | ---- |
| 1 179 | 1 205 | 1 145 | 1 025 | 951  | 877  | 811  | 704  | 651  |

| 1962 | 1968 | 1975 | 1982 | 1990 | 1999 | 2004 | 2006 | 2009 |
| ---- | ---- | ---- | ---- | ---- | ---- | ---- | ---- | ---- |
| 640  | 541  | 427  | 377  | 307  | 257  | 267  | 264  | 247  |

| 2014 | 2016 | - | - | - | - | - | - | - |
| ---- | ---- | - | - | - | - | - | - | - |
| 233  | 226  | - | - | - | - | - | - | - |

## Culture locale et patrimoine

### Lieux et monuments
- Église du village, datée de 1068.
- Tour du hameau de l'Ancette, dernier vestige d'un château qui tomba en ruines au XVIIe siècle.
- Église du hameau de Chams, construite en 1877 par les villageois.
- Centrale hydroélectrique, au lieu-dit Bouffarel, datant de 1935, portée à l'Inventaire général en 1993[9] (propriété privée).

## Héraldique
| Blason de Saint-Symphorien | Blason  | D'azur à deux Aquilons d'argent mouvant des angles du chef, leurs souffles prolongés par deux bouffadous du même passés en sautoir et cantonnés en chef d'une abeille d'or et en flancs de deux fleurs de lis du même; au monts de trois coupeaux posés en fasce d'argent et chargé d'une rose de gueules. |
| Blason de Saint-Symphorien | Détails | Adopté le 23 novembre 2011. |